# Фантагиро 2
Фантагиро 2 (или Пещерата на Златната Роза 2) е втората част от телевизионната поредица за Принцеса Фантагиро. Режисирана е от Ламберто Бава и е с участието на Алесандра Мартинес в главната роля. Първоначално е излъчен през 1992 в две части. Повечето от актьорите, участвали в първия филм, се връщат в своите роли в това продължение.

## Резюме
Филмът следва събитията от първия филм – на Принцеса Фантагиро и Принц Ромуалдо им предстои да оженят. Злата Черна Вещица (или Черната Кралица) от съседното кралство иска да унищожи тяхната любов и заради това отвлича бащата на Фантагиро. Двойката решава да отложи сватбата си и Ромуалдо повежда армията си, за да спаси бащата на Фантагиро.
По време на пътуването към Черното Кралство, Ромуалдо и неговите мъже срещат Горските Елфи и тяхната Кралица, която ги принуждава да изпълнят поредица тестове, за да докажат, че намеренията им са чисти. Ромуалдо издържа и продължава по своя път. Накрая, те стигат до границите на Черното Кралство, където си правят лагер за през нощта, преди да атакуват замъка. Докато си почиват, Черната Вещица (преобразена като Фантагиро) пристига и успява да убеди Ромуалдо да я целуне.
На друго място, истинската Фантагиро решава тайно да отиде в Черното Кралство. Тя отрязва косите си и пътува със своя кон Златогрив. По пътя тя среща бандити, предвождани от Лимонения Лакомник, но тя успява да избяга. Скоро пристига в лагера на Ромуалдо, който обаче е празен. Фантагиро влиза в Черния Замък и разбира, че хората на Ромуалдо са хвърлени в тъмницата. Те преговаря с Черния Крал за един-единствен дуел между Фантагиро и шампиона на Черното Кралство, за да се реши и губещото кралство, ще се подчини на победителя. Черният Крал се съгласява.
Без Фантагиро да знае, целувката на Черната Вещица изтрива принцесата от паметта на Ромуалдо и той отчаяно се влюбва в самата Вещица. Фантагиро е ужасена, когато разбира, че трябва да се бие със своя любим, който не я разпознава.
Докато трае дуела, слугите на Черната Вещица – Гръм и Светкавица – се опълчват срещу нея. Гръм ѝ дава отрова, и когато тя заспива, те освобождават мъжете на Ромуалдо от тъмницата. Каталдо и Ивалдо укротяват Ромуалдо, спирайки го преди да убие Фантагиро. Всички бързо избягват от замъка, взимайки Черния Крал като затворник. Те успяват да излязат от Черното Кралство, с изключение на Ромуалдо, който се връща при Черната Вещица, и Фантагиро, която се втурва след него. Фантагиро и Черната Вещица се изправят една срещу друга и Фантагиро побеждава в битката по съобразителност. Разкрива се, че Черният Крал всъщност е бащата на Фантагиро и сега, когато проклятието върху него е развалено, групата се връща в своето кралство.
Въпреки това, спомените на Ромуалдо все още не са се върнали. Фантагиро, с помощта на Бялата Вещица, възстановява случките от първия филм, когато те се срещат за първи път. Ромуалдо започва да си възвръща паметта, но става ясно, че част от Черната Вещица се крие в ума му. Черната Вещица превръща Фантагиро в смирено същество. Бялата Вещица идва да ги спаси, използвайки Светкавица (която се е превърнала в стрела), за да победи Черната Вещица и тя избухва. Ромуалдо разпознава Фантагиро, която е превърната в грозна жаба. Той я целува и с това, те отново се събират.
|  | Тази страница частично или изцяло представлява превод на страницата Fantaghirò 2 в Уикипедия на английски. Оригиналният текст, както и този превод, са защитени от Лиценза „Криейтив Комънс – Признание – Споделяне на споделеното“, а за съдържание, създадено преди юни 2009 година – от Лиценза за свободна документация на ГНУ. Прегледайте историята на редакциите на оригиналната страница, както и на преводната страница, за да видите списъка на съавторите. ВАЖНО: Този шаблон се отнася единствено до авторските права върху съдържанието на статията. Добавянето му не отменя изискването да се посочват конкретни източници на твърденията, които да бъдат благонадеждни. |